# Xã Jackson, Quận Lebanon, Pennsylvania
Xã Jackson (tiếng Anh: Jackson Township) là một xã thuộc quận Lebanon, tiểu bang Pennsylvania, Hoa Kỳ. Năm 2010, dân số của xã này là 8.163 người.